# J.H. Williams III
James H. Williams III (18 dicembre 1965) è un fumettista, designer e scrittore statunitense, noto principalmente per i suoi lavori su Promethea, Desolation Jones, Batwoman e The Sandman: Overture.

## Biografia
Williams cresce sulla costa californiana in una famiglia di musicisti. La sua passione per i giocattoli della linea Micronauts lo porta a leggere l'omonimo tie-in a fumetti scritto da Bill Mantlo e disegnato da Michael Golden. Sviluppa così un forte amore per il medium, decidendo d'intraprendere la carriera di fumettista già alla tenera età di 8 anni. Affina il suo tratto giorno per giorno e comincia a lavorare a progetti indipendenti presentando il suo portfolio agli editor durante le convention, ottenendo scarso successo. Su consiglio della moglie, comincia invece a chiedere consigli agli artisti che ammira. Grazie a questo approccio conosce Howard Chaykin al WonderCon del 1994, che impressionato dal suo lavoro riesce a farlo entrare nel settore.
I suoi primi lavori includono i disegni di albi e copertine su Wolverine e altre testate degli X-Men per la Marvel Comics, oltre ad alcune storie brevi per la DC Comics, con la quale inizia una duratura collaborazione.
Nel 1994 disegna la miniserie Deathwish pubblicata da Milestone Media e successivamente disegna su diverse testate dedicate a Batman, come Legends of the Dark Knight e Detective Comics, oltre ad alcuni riempitivi su Starman e Shade, the Changing Man.
Nel 1997 disegna la graphic novel elseworld Justice Riders scritta da Chuck Dixon e realizza, insieme allo sceneggiatore Dan Curtis Johnson, la miniserie Chase.
Nel 1998 disegna, su testi di Howard Chaykin, la graphic novel Il figlio di Superman.
Nel 1999 collabora con lo sceneggiatore Alan Moore alla linea America's Best Comics della Wildstorm, disegnando tutti i numeri e le copertine della serie Promethea fino al 2005 e ottenendo numerosi riconoscimenti, tra cui un Eisner Award per il miglior albo singolo. Per la Wildstorm disegna anche la serie Desolation Jones, sceneggiata da Warren Ellis.
Nel 2006 collabora al progetto Sette Soldati della Vittoria di Grant Morrison, disegnandone due numeri. Con Morrison collaborerà nuovamente l'anno dopo sulla testata di Batman, disegnando l'arco narrativo Il Guanto Nero. Diviene poi il disegnatore della testata Detective Comics scritta da Greg Rucka, con protagonista Katherine Kane, alias Batwoman. Il suo lavoro sulla serie gli vale due Eisner Award, uno come miglior disegnatore e un altro come miglior copertinista.
Nel 2012, in seguito al reboot The New 52, Williams torna a lavorare sul personaggio di Batwoman, disegnandone e co-sceneggiandone la testata omonima insieme allo scrittore W. Haden Blackman. La serie, che avrebbe dovuto concludersi con il numero 26, è stata interrotta prematuramente con il numero 24 a causa di divergenze creative tra gli autori e gli editor della DC Comics. Williams continua a lavorare con la casa editrice, disegnando nel 2014 la miniserie The Sandman: Overture scritta da Neil Gaiman, prequel della serie Vertigo Comics del 1989, che gli vale un ulteriore Eisner Award.
Nel 2017 collabora al libro Where We Live, curato dalla moglie Wendy e pubblicato dalla Image Comics, i cui proventi vengono utilizzati per aiutare le famiglie delle vittime della Strage di Las Vegas. Sempre per la Image collabora nuovamente con W. Haden Blackman alla serie Echolands, che segna il suo ritorno al fumetto seriale.